# 罗斯季斯拉夫·奥莱斯
罗斯季斯拉夫·奥莱斯（捷克語：Rostislav Olesz，1985年10月10日—），生于俄斯特拉发，捷克男子冰球运动员。他曾代表捷克国家队参加2006年冬季奥林匹克运动会冰球比赛，获得一枚铜牌。